# Witostowice
Witostowice (německy Schönjohnsdorf) je vesnice se statusem starostenství v Dolnoslezském vojvodství v Polsku. Je součástí městsko-vesnické gminy  Ziębice v okrese Ząbkowice Śląskie. Leží přibližně 9 km severně od města Ziębice.
Nachází se zde vodní zámek. Součástí Witostowic je osada Zakrzów.